# Île Lemieux

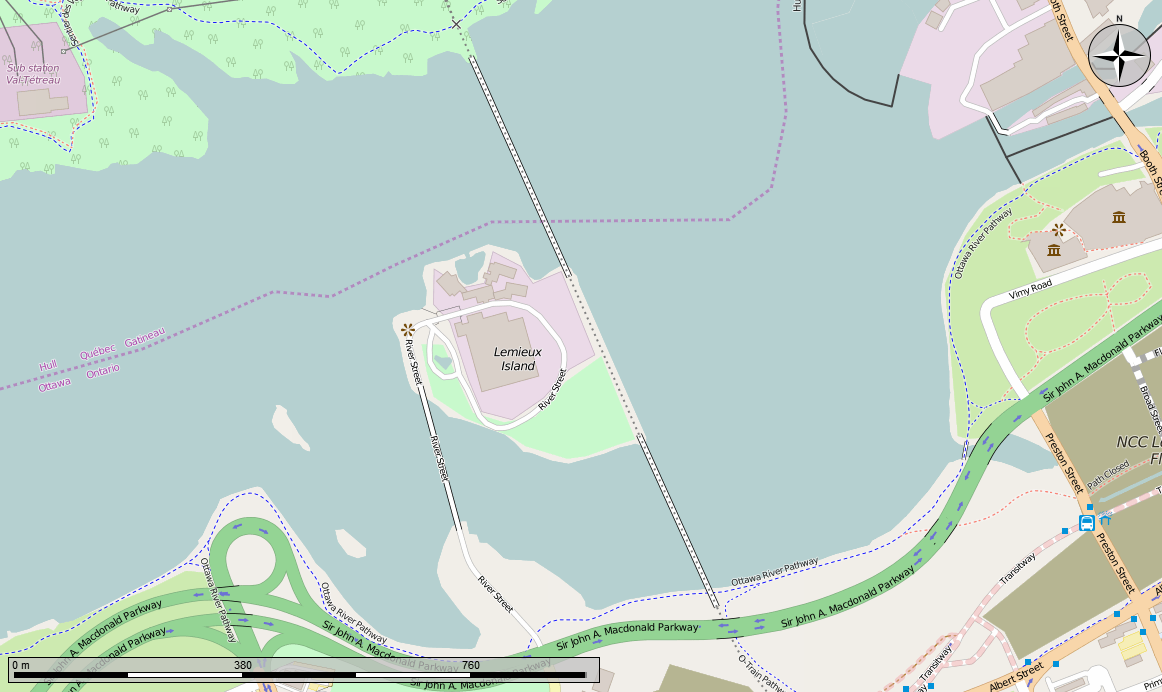
Carte de l'île avec Ottawa au sud et Hull (Québec) au nord.

L'île Lemieux (en anglais, Lemieux Island) est une petite île située dans la rivière des Outaouais, entre Gatineau (Québec) et Ottawa (Ontario). Le pont Chef-William-Commanda enjambe l'île, sur laquelle est basée une usine de filtration d'eau.

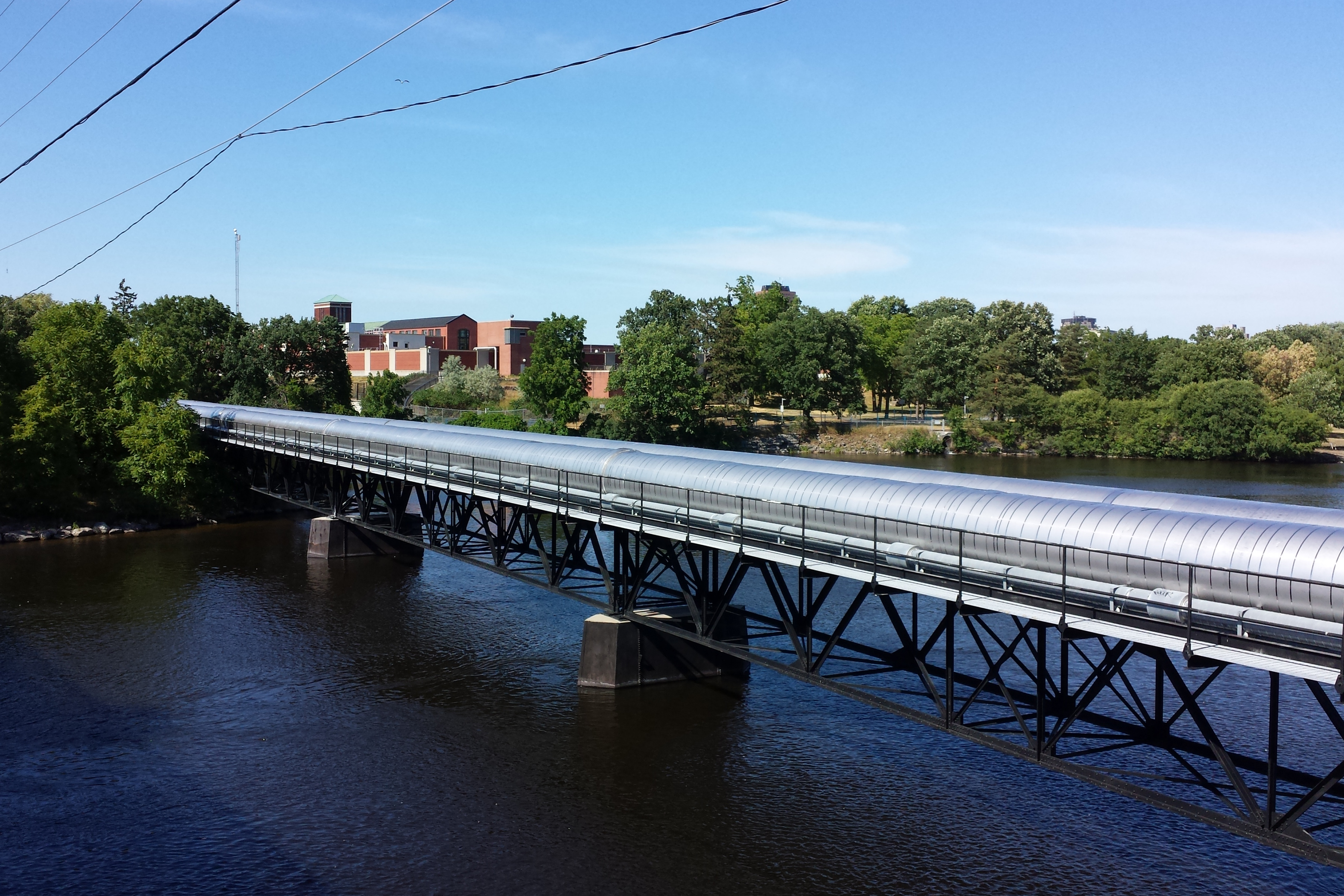
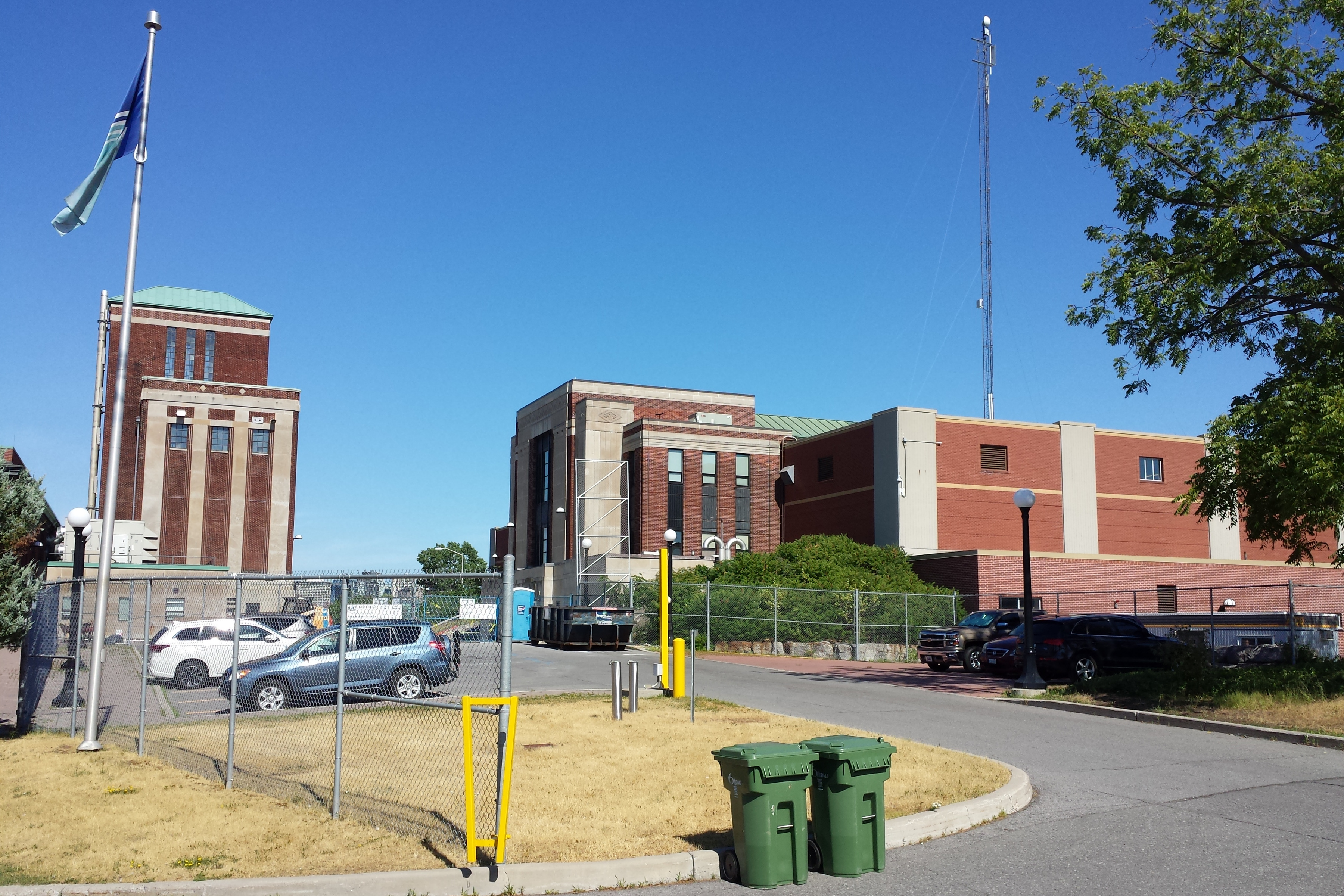